# Любовецкий, Владислав
Владислав Любовецкий (Любовицкий) (умер в 1676) — государственный и военный деятель Речи Посполитой, маршалок ординарного сейма (1658), маршалок Коронного трибунала (1659/1660), судья земский краковский (1657), полковник.

## Биография
Представитель польского шляхетского рода Любовецких герба «Кушаба».
Избирался депутатом сейма Речи Посполитой в 1642, 1649, 1653, 1654, 1655, 1659, 1661, 1665 и 1666 годах.
В 1651 году — ротмистр посполитого рушения Краковского воеводства. В 1653 году — вице-маршалок Коронного трибунала.
Во время осады шведской армией Кракова в 1655 году Владислав Любовецкий оборонял городской рынок. После капитуляции города вместе с Ежи Себастьяном Любомирским удалился в область Спиш в Силезии. В 1657 году был избран полковником посполитого рушения Краковского воеводства.
В 1658, 1659, 1662 и 1669 годах — маршалок сеймиков Краковского воеводства.
10 июля 1658 года Владислав Любовецкий был избран маршалком (председателем) сейма Речи Посполитой. На сейме выступал за изгнание так называемых «польских братьев» (ариан) из Польско-Литовского государства. В 1665—1666 годах участвовал в рокоше князя-магната Ежи Себастьяна Любомирского против королевской власти.
В 1667 году он стал кампутовым судьей Краковского воеводства.